# 無線鰨
無線鰨為輻鰭魚綱鰈形目鰨亞目舌鰨科的其中一種，為深海魚類，分布於東太平洋加利福尼亞灣至秘魯海域，棲息深度80-300公尺，體長可達14.6公分，棲息在底層水域，生活習性不明。

## 扩展阅读
維基物種上的相關：無線鰨